# Gorgone (comics)
Pour les articles homonymes, voir Gorgone (homonymie).
Ne doit pas être confondu le super-vilain Gorgone.
Gorgone est  un super-héros créé par le scénariste Stan Lee et le dessinateur Jack Kirby dans Fantastic Four vol. 1 no 44 (album Les Inhumains sont parmi nous, Éditions Lug, 1973). C'est un membre de la famille royale des Inhumains, ami des Quatre fantastiques.

## Biographie du personnage
À sa première rencontre avec les 4F, Gorgone était un redoutable adversaire pour eux, puis par la suite, ils fraternisèrent.
Gorgone est inconditionnellement fidèle à son roi Flèche Noire, même si cela implique de capturer son épouse Médusa.
Lors du story-arc Silent War, Gorgone fut capturé par le gouvernement américain et détenu au Pentagone avec quelques autres Inhumains. Il fut soumis à une deuxième exposition aux Brumes Teratogènes. Son corps muta, le transformant en monstre hirsute.

## Pouvoirs et capacités
- Gorgone possède des membres postérieurs semblables à des pattes de taureau, très musclées. En frappant le sol de ses sabots, il peut provoquer des ondes de choc dirigées ou même des séismes violents.
- Il possède une force et une endurance surhumaine.
- Gorgone est un guerrier, très à l'aise sur les champs de bataille. C'est aussi un bon tacticien.
- À la suite d'une seconde exposition aux Brumes Terragènes, le corps de Gorgone a encore muté : il est désormais poilu sur tout le corps et ses yeux brillent d'un éclat rouge. Ses ongles ont laissé place à des griffes. On pense que sa force physique a été accrue à la suite de cette mutation.

## Apparitions dans d'autres médias
Sauf indication contraire, les informations mentionnées dans cette section peuvent être confirmées par la base de données cinématographiques IMDb,  présente dans la section « Liens externes ».

### Télévision
- 2013 : Hulk et les Agents du S.M.A.S.H. (série d'animation)
- 2014 : Ultimate Spider-Man (série d'animation)
- depuis 2016 : Avengers : Ultron Revolution (série d'animation)

Interprété par Eme Ikwuakor dans l'Univers cinématographique Marvel
- 2017 : Inhumans (série télévisée)[1]